# ۲۰ میلیون مایل تا زمین
۲۰ میلیون مایل تا زمین (انگلیسی: 20 Million Miles to Earth) که با نام هیولایی از فضا (انگلیسی: The Beast from Space) نیز شناخته می‌شود، فیلمی در ژانر علمی–تخیلی و ترسناک به کارگردانی نیتن اچ. جوران است که در سال ۱۹۵۷ منتشر شد. از بازیگران آن می‌توان به ویلیام هوپر، فرانک پولیا و جون تیلور اشاره کرد. جلوه‌های ویژهٔ استاپ‌موشن این فیلم توسط ری هری‌هاوزن ساخته شده است. نسخهٔ اصلی این فیلم، سیاه و سفید است؛ امّا در سال ۲۰۰۷ نسخهٔ رنگی آن نیز منتشر شد.

## خلاصهٔ داستان
اوّلین سفینهٔ فضایی ارسالی آمریکا به سیارهٔ زهره با نام XY-21، در راه بازگشت به زمین در دریای مدیترانه و در نزدیکی سواحل ایتالیا سقوط می‌کند. قبل از غرق شدن کامل سفینه، چند ماهیگیر موفق می‌شوند دو فضانورد آن را نجات دهند؛ امّا داستان زمانی رعب‌آور می‌شود که آن‌ها متوجه می‌شوند یک موجود بومی آن سیاره که شبیه مارمولک است نیز به همراه فضانوردان به زمین آمده است. این موجود در مدّت زمان کوتاهی، به سرعت رشد می‌کند و بزرگ و بزرگ‌تر می‌شود! این غول ترسناک، شهر را به هم می‌ریزد و انسان‌ها و حیوانات را وحشت‌زده می‌کند…

## نگارخانه

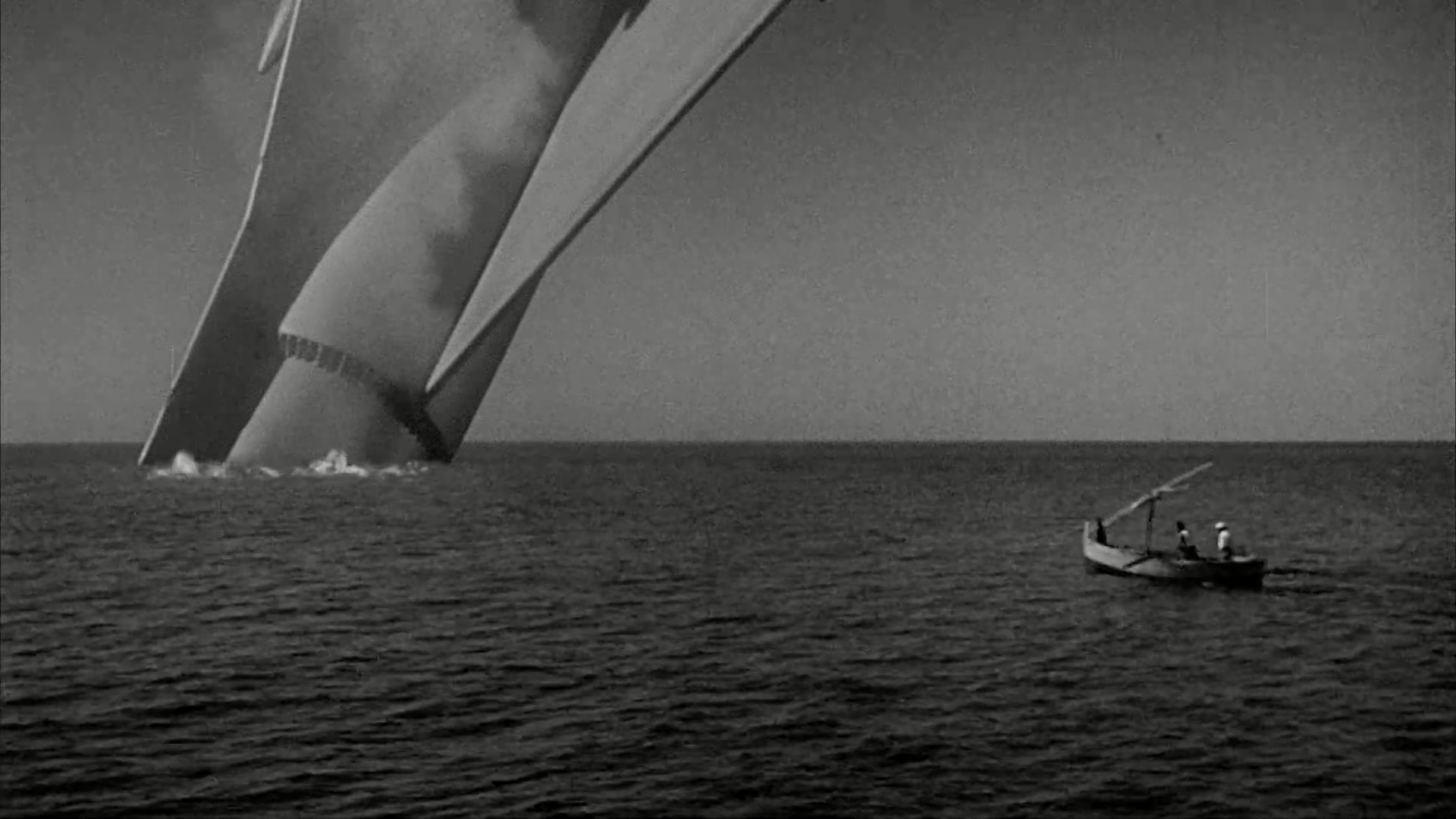
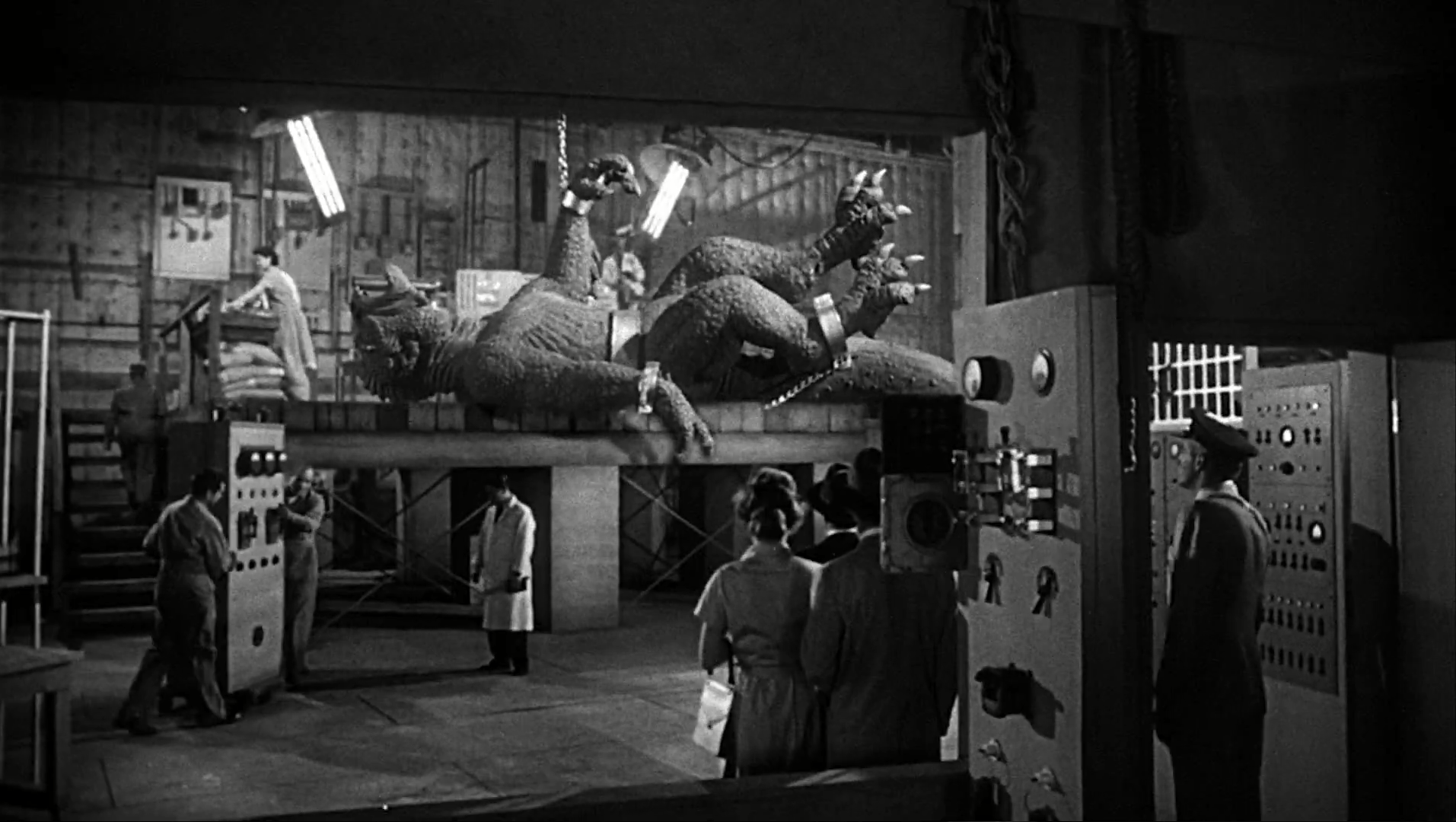
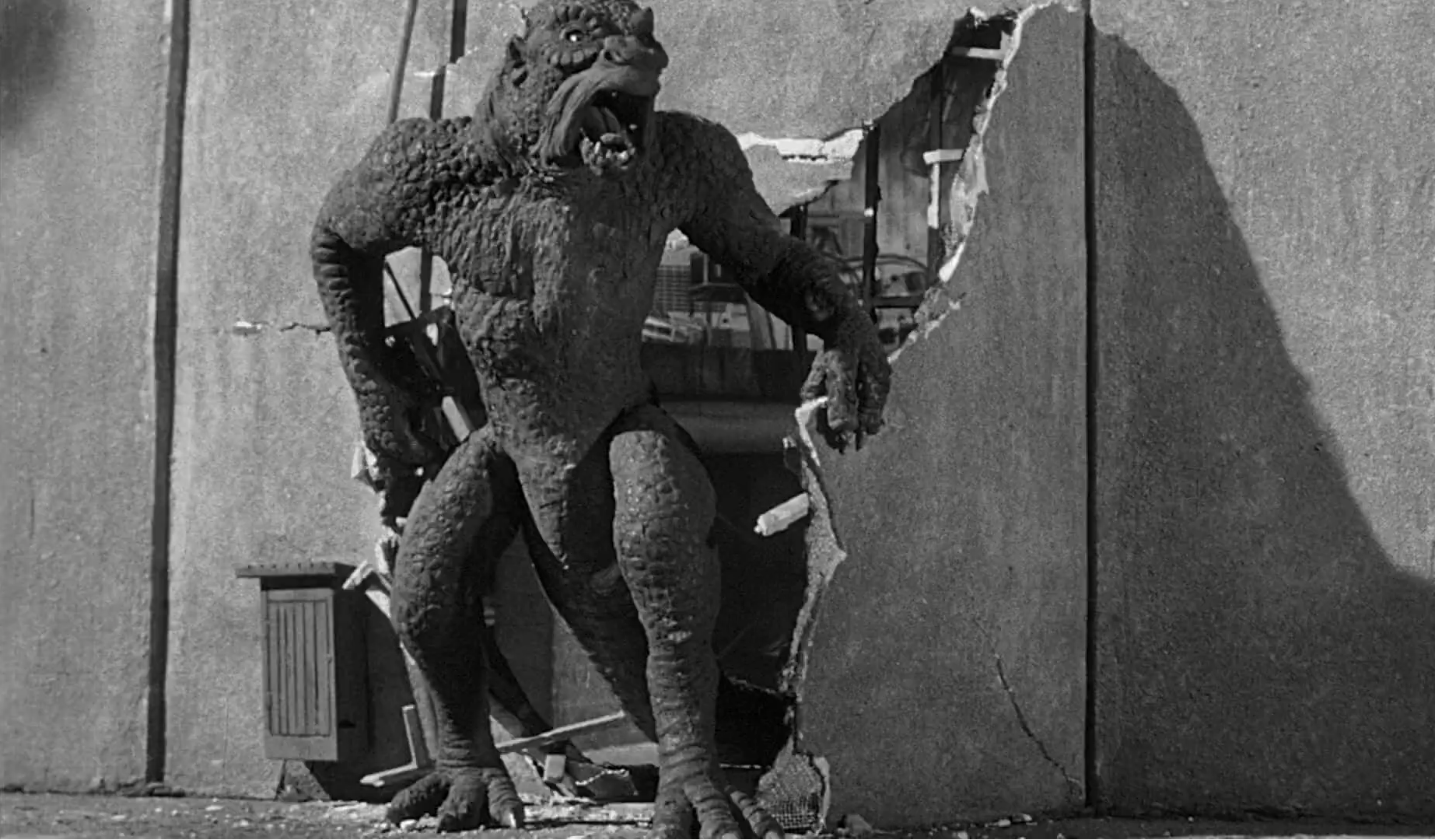
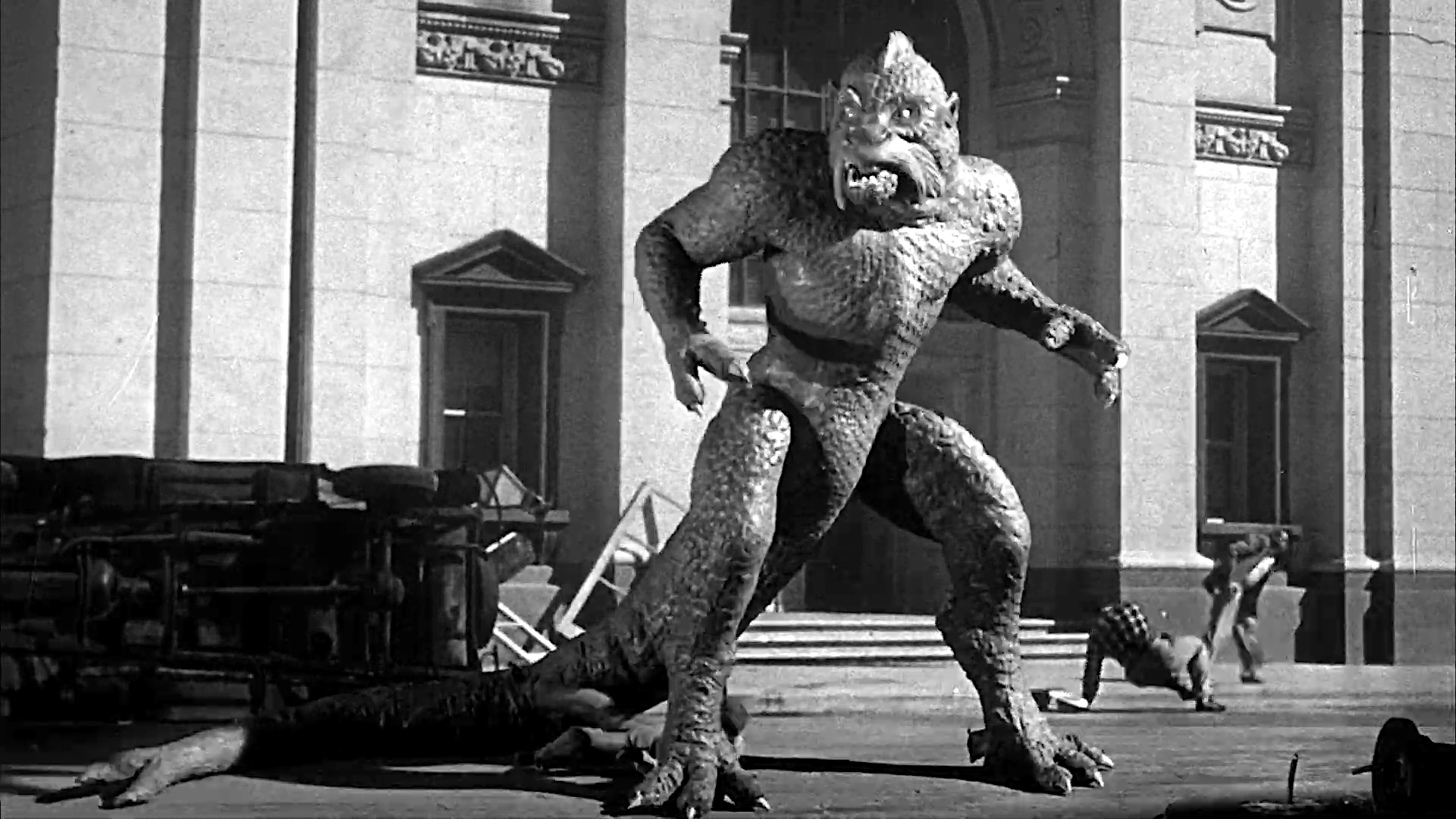
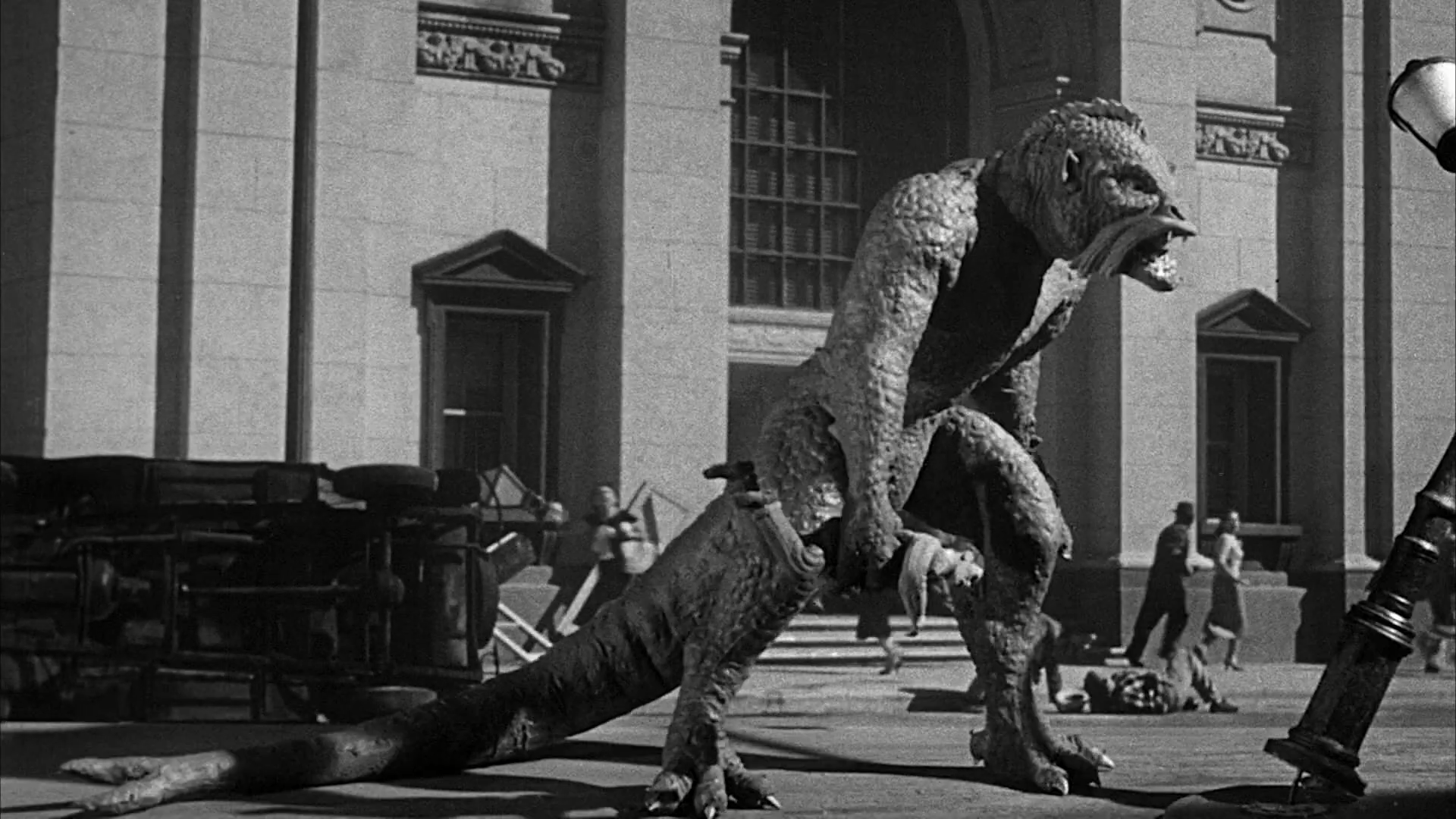
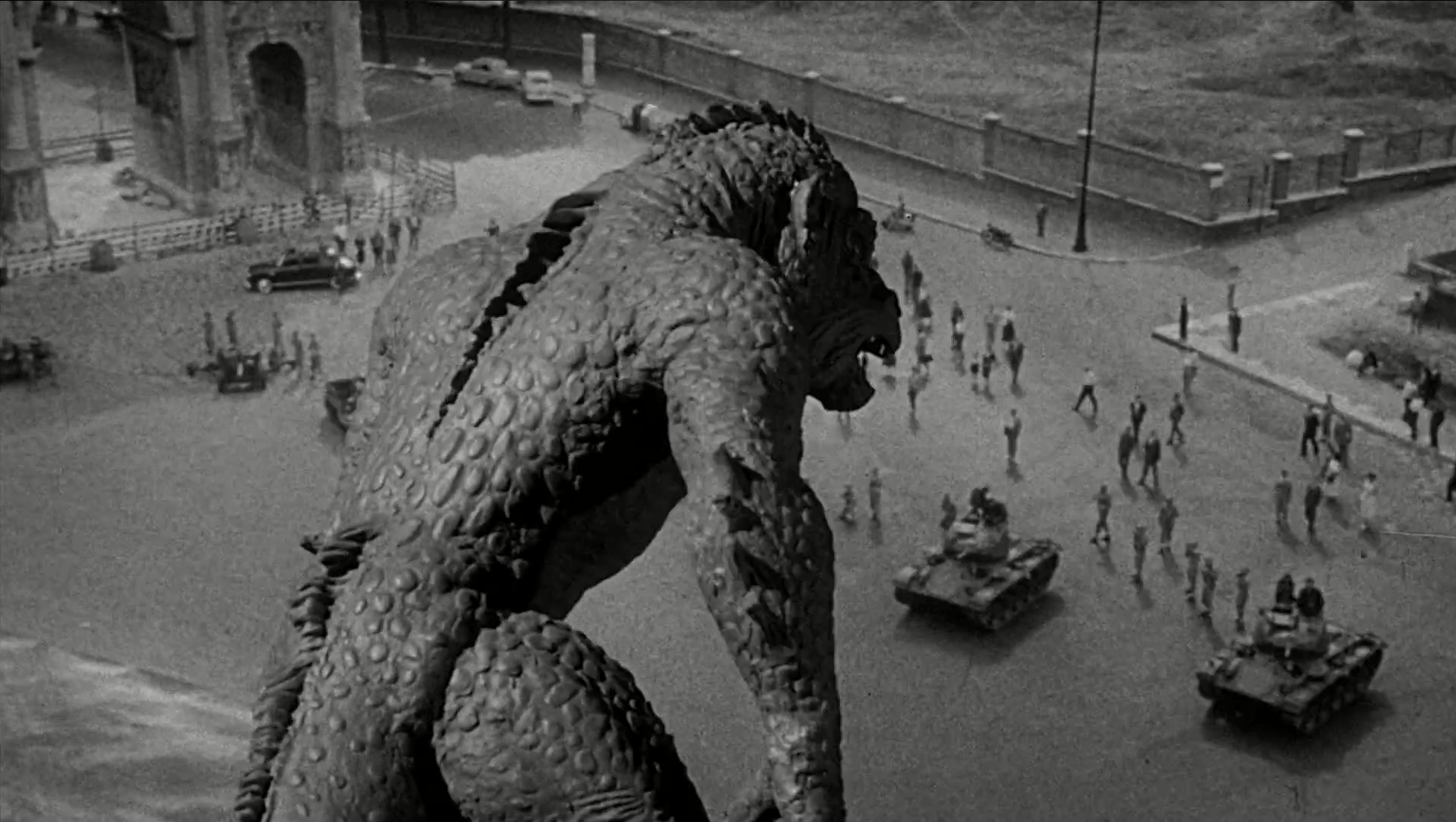